# Aristocypha quadrimaculata
Aristocypha quadrimaculata – gatunek ważki z rodziny Chlorocyphidae. Występuje od północnych Indii i Nepalu przez Bangladesz i Mjanmę po Tajlandię.